# Samolot sanitarny

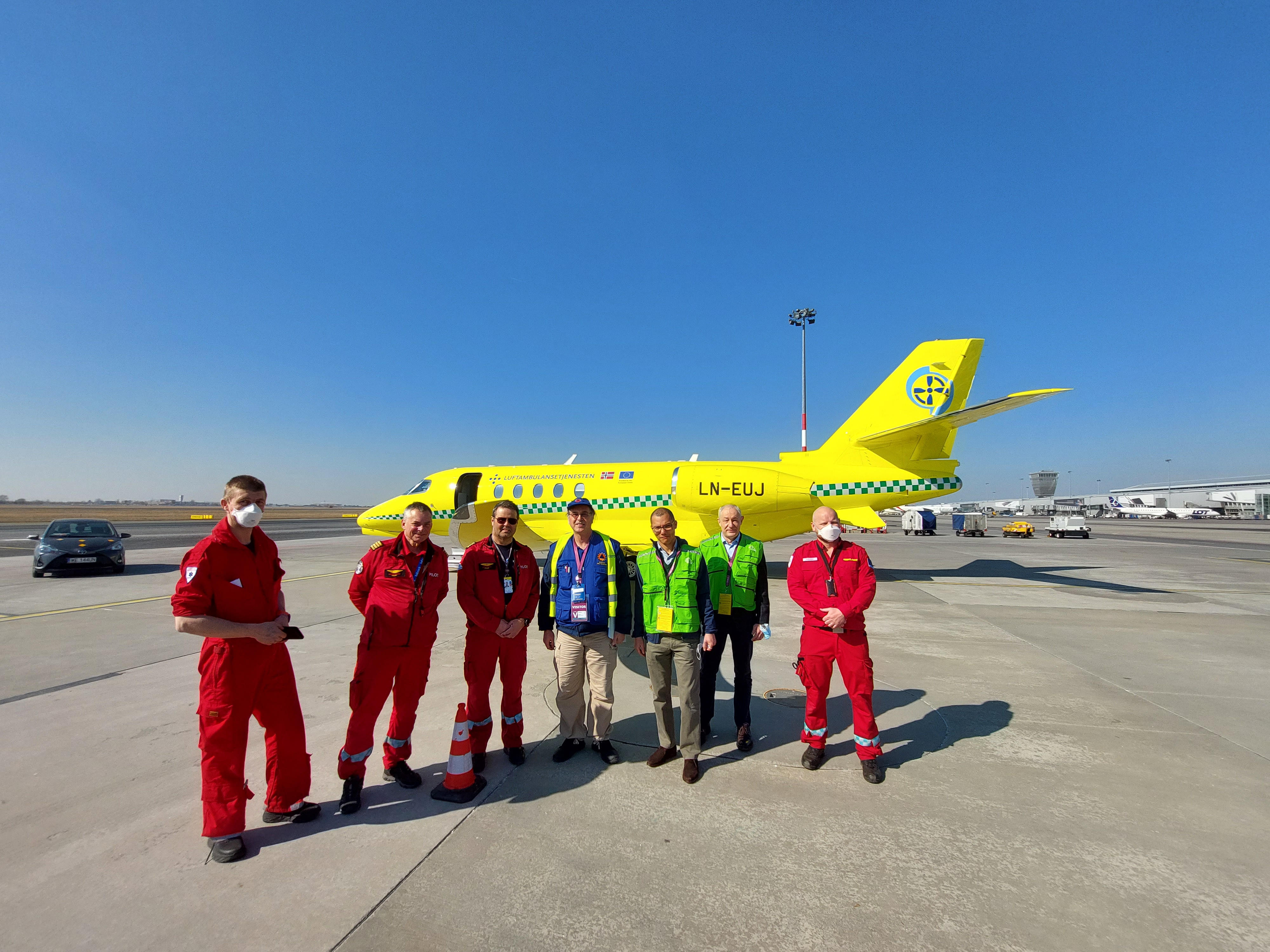
Norweski odrzutowy samolot sanitarny

Samolot sanitarny (ang. air ambulance) - specjalny samolot do transportu medycznego, przystosowany do transportu cywilów lub żołnierzy, rannych lub chorych w pozycji siedzącej lub na noszach. Samoloty sanitarne służą także do ewakuacji medycznej osób rannych z miejsc działań wojennych lub z miejsc gdzie wystąpiła np. klęska żywiołowa lub katastrofa.
Pierwsze użycie samolotu sanitarnego na świecie odbyło się we Francji w 1921 roku. Armia francuska ewakuowała swoich rannych  żołnierzy z Maroka i Syrii przy użyciu 60 samolotów Breguet 14. Inne kraje również zaczęły stopniowo przystosowywać samoloty do transportu medycznego (sanitarnego).
Początkowo samoloty sanitarne przystosowane były do startu i lądowania na doraźnie przygotowanych lądowisk. Obecnie w lotnictwie sanitarnym najczęściej wykorzystywane są śmigłowce, które umożliwiają transport na bliskich odległościach oraz posiadają możliwość lądowania w trudnym terenie, blisko miejsca zdarzenia. Do przewozu osób rannych lub ciężko chorych pacjentów na większych odległościach służą samoloty transportowe wojskowe lub specjalistyczne samoloty wyposażone w sprzęt medyczny niezbędny dla pacjentów wymagających intensywnej terapii. Załogę samolotu sanitarnego stanowią oprócz załogi lotniczej  (pilot lub dwóch pilotów), specjalistyczny zespół ratownictwa medycznego: ratownik medyczny lub lekarz pokładowy.

## Samoloty sanitarne w Polsce
Pierwszy lot polskim samolotem sanitarnym z pacjentem na pokładzie odbył się 14 sierpnia 1924r. w Poznaniu - w 3. Pułku Lotniczym przebudowano samolot wojskowy Albatros C.X na samolot sanitarny, przystosowany do transportu dwóch rannych osób na noszach.
Jeden z dłuższych lotów sanitarnych odbył się w 1937 roku z Warszawy do Paryża (1500 km). Pilot Aleksander Onoszko samolotem sanitarnym RWD-13 przewiózł chorą kobietę do Vélizy-Villacoublay, gdzie następnie została przewieziona samochodem do szpitala w Paryżu. Na miejscu odbyła się operacja usunięcia guza mózgu, operację wykonał profesor Vincet (pradopodobnie Clovis Vincent – francuski neurolog oraz neurochirurg).
Obecnie w Polsce transporty sanitarne wykonuje głównie  Lotnicze Pogotowie Ratunkowe, które posiada m.in. samoloty Piaggio P.180 Avanti, Learjet 70/75, a także śmigłowce Eurocopter EC135.

## Galeria

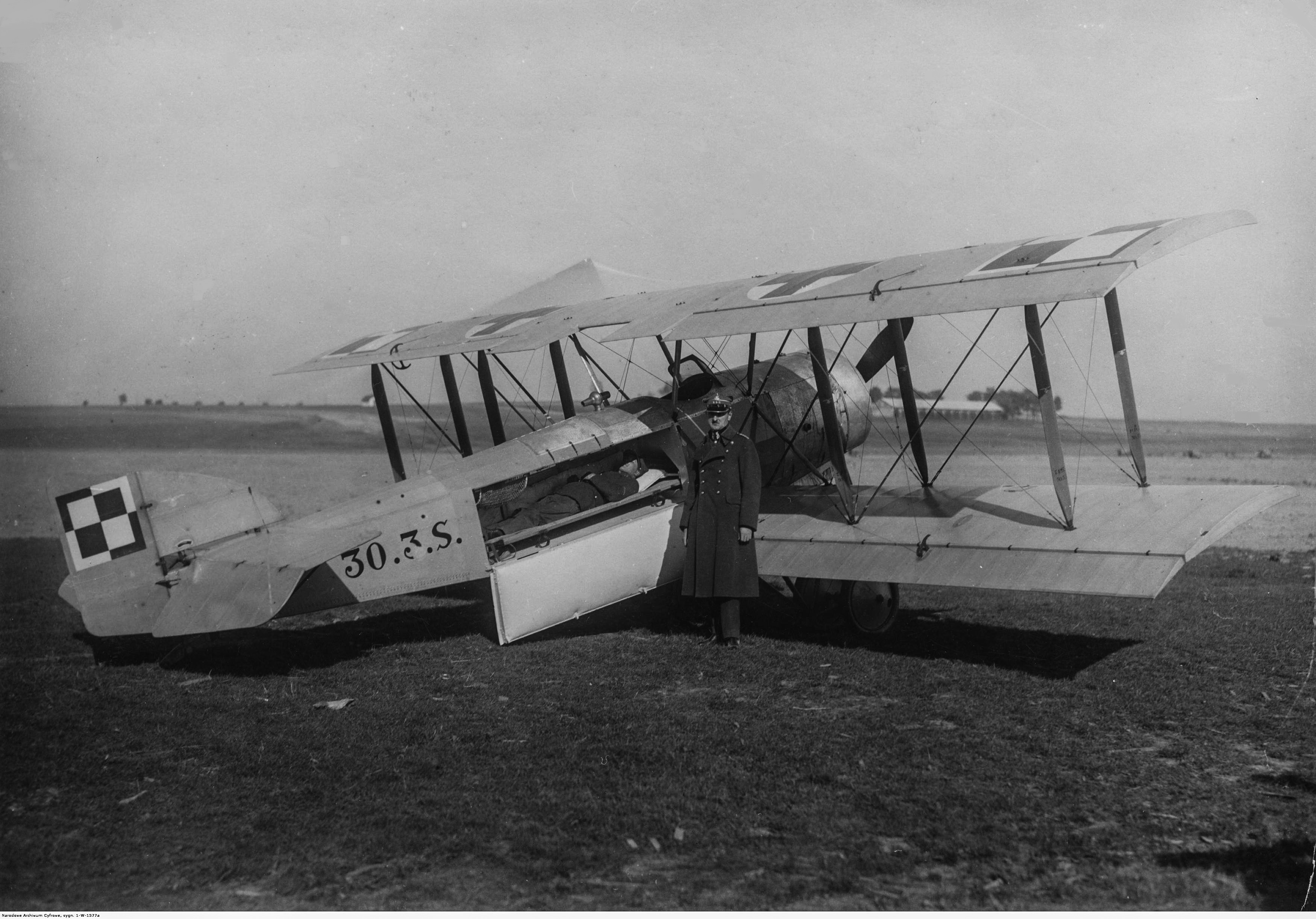
Polski samolot sanitarny Hanriot H.28 w 1928r.
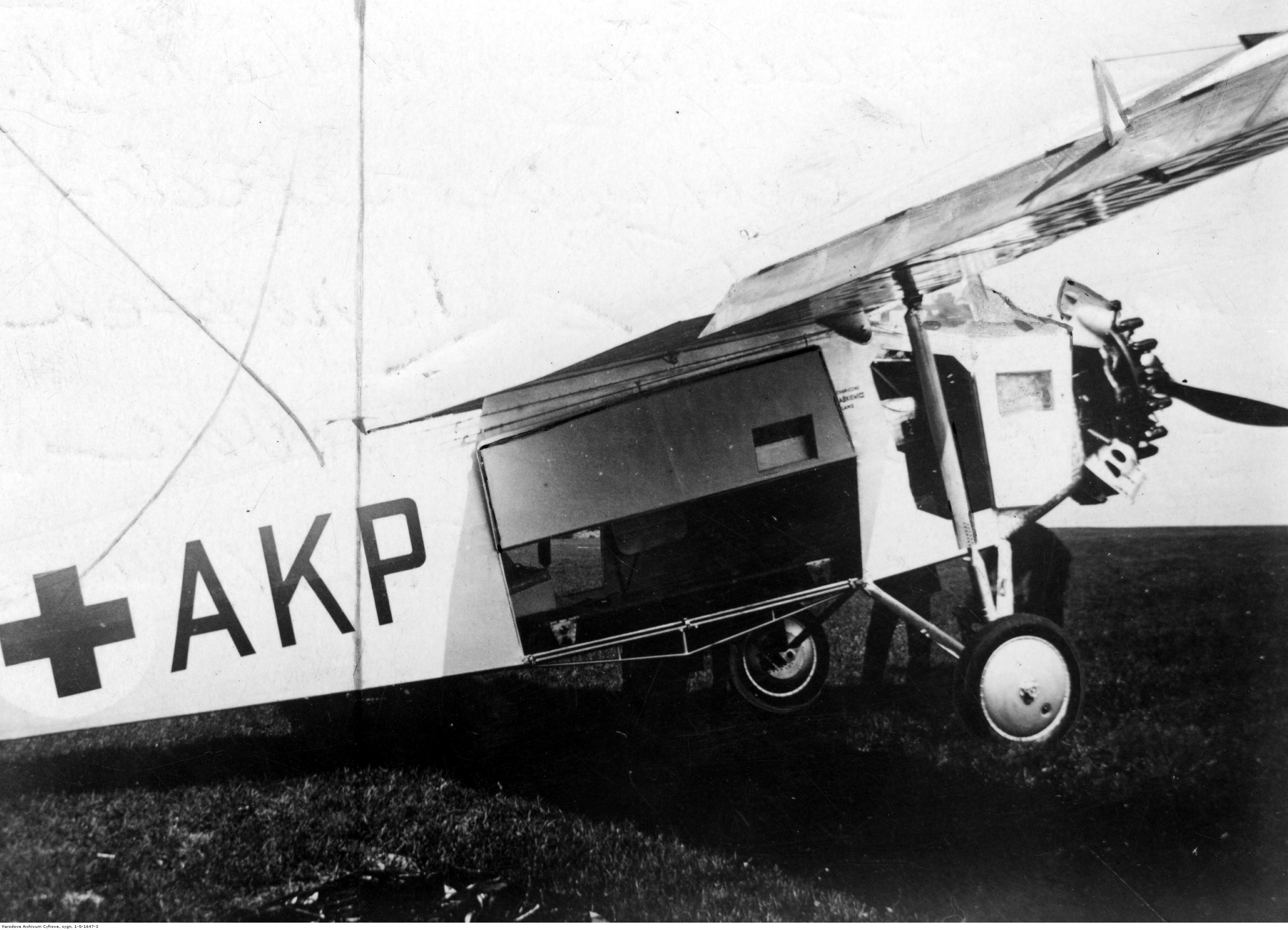
Polski samolot sanitarny Lublin R-XVI
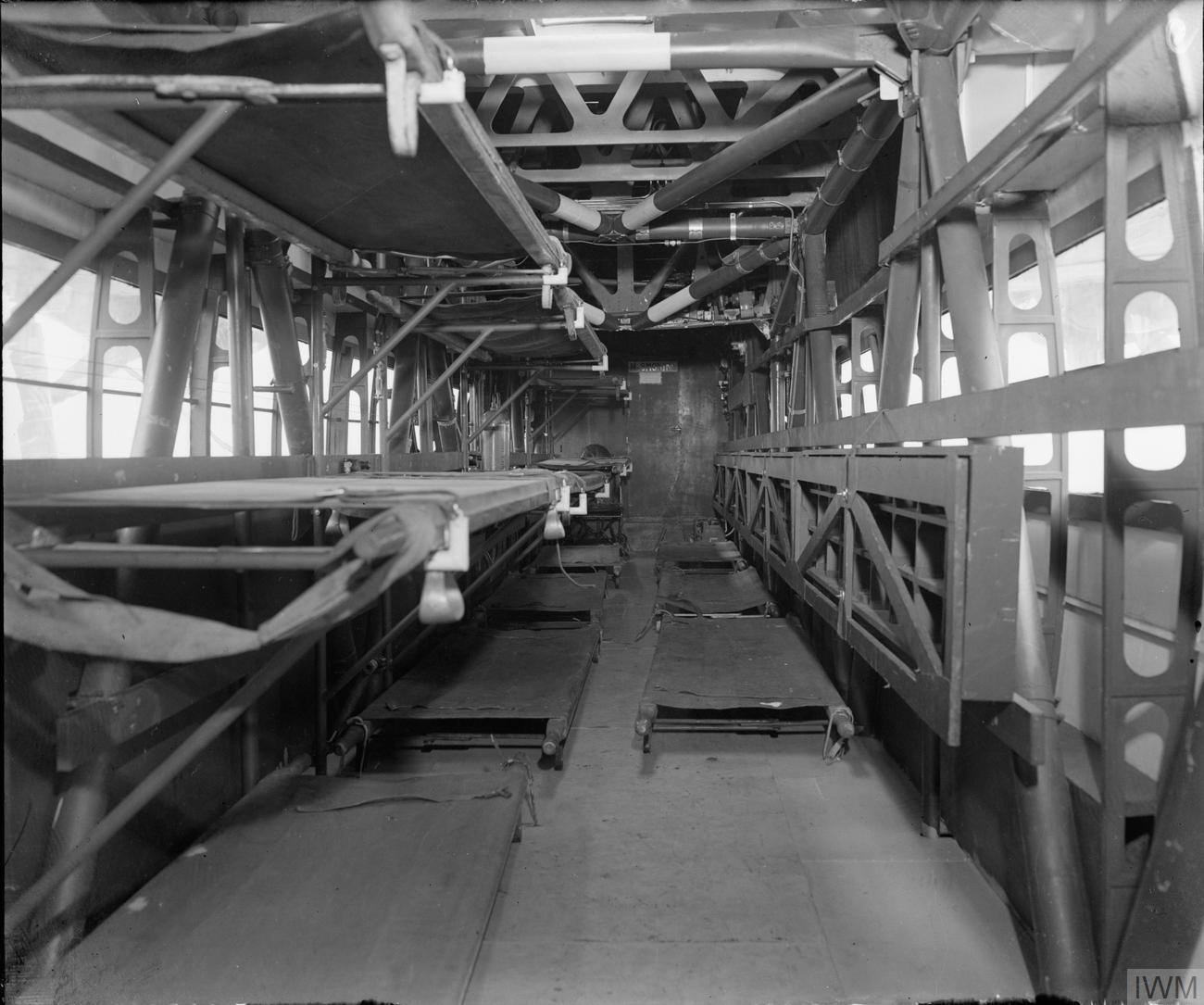
wnętrze wojskowego samolotu sanitarnego Handley Page Harrow do przewozu rannych żołnierzy
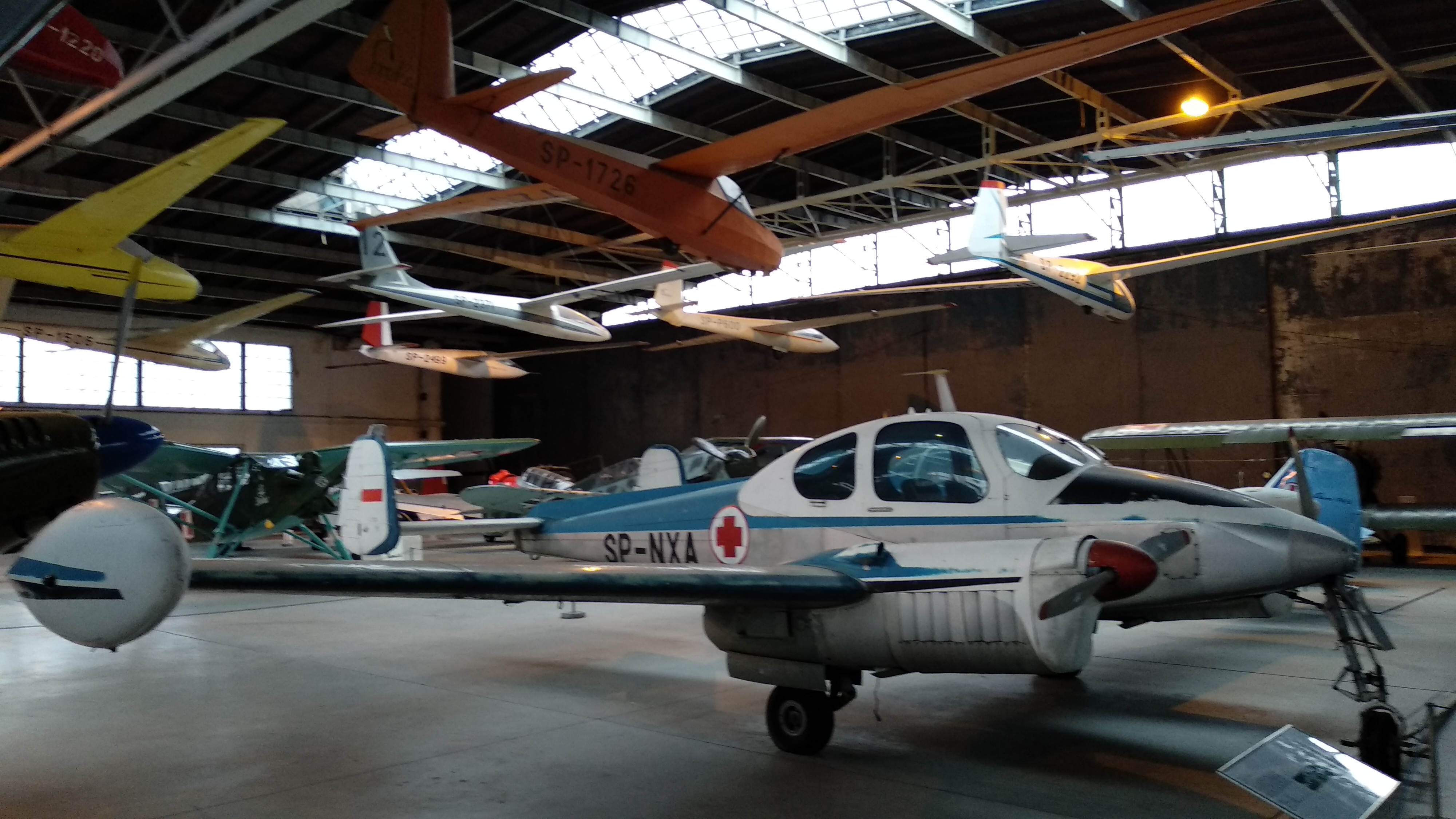
Samolot Let L-200A Morava w Muzeum Lotnictwa w Krakowie
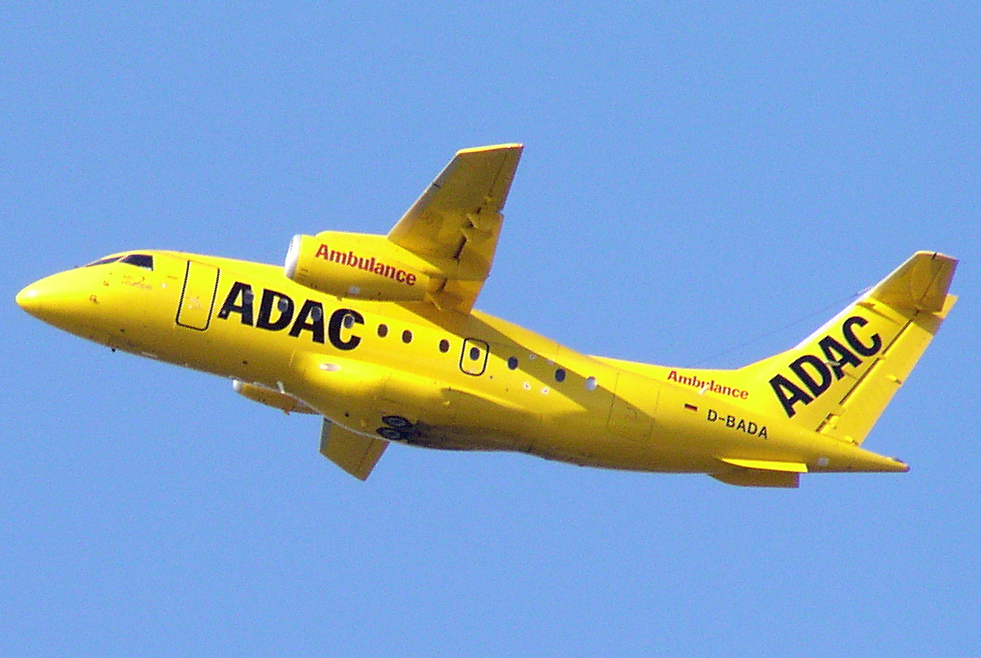
Niemieckie ratownictwo medyczne ADAC, samolot Dornier 328
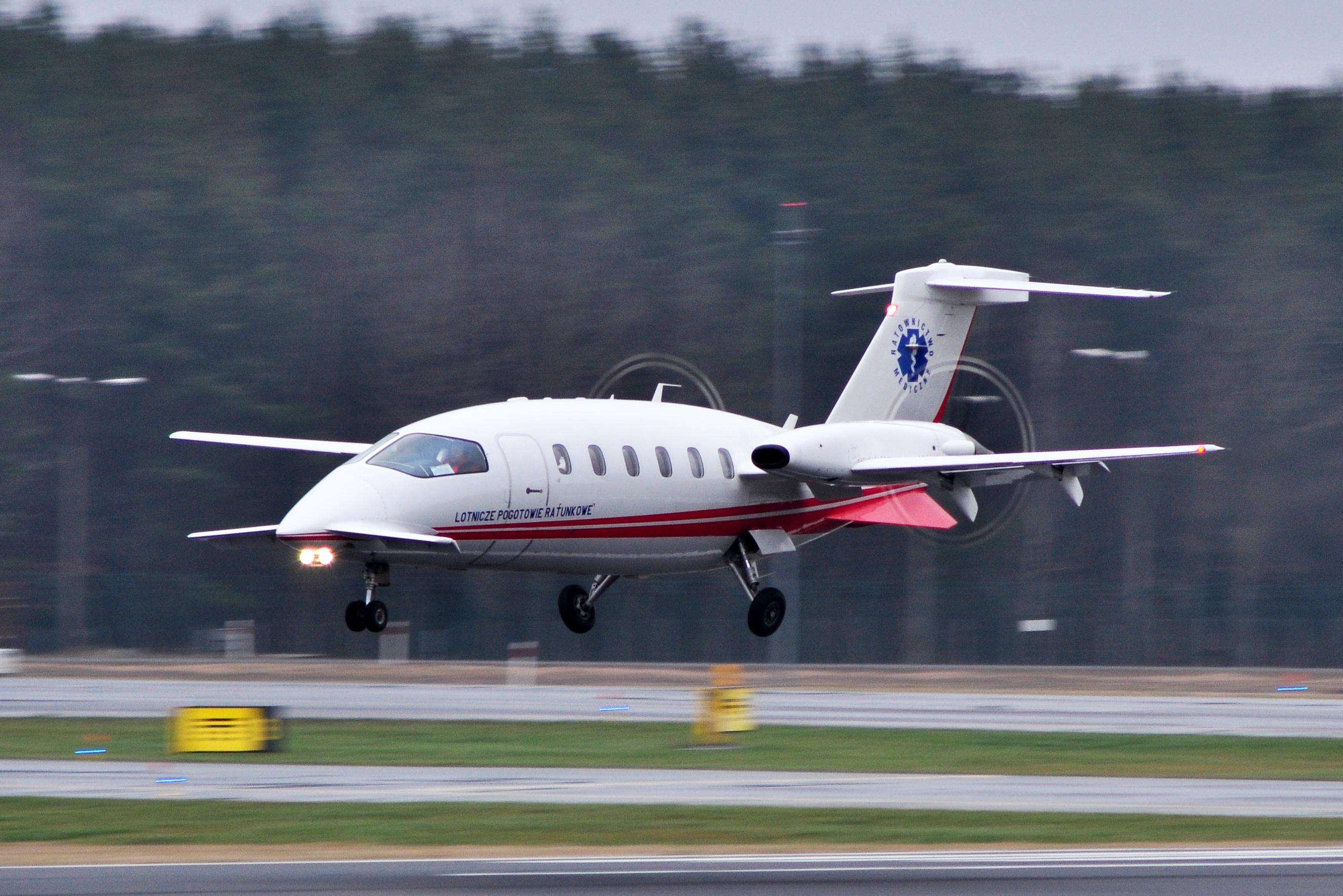
Samolot Lotniczego Pogotowia Ratunkowego
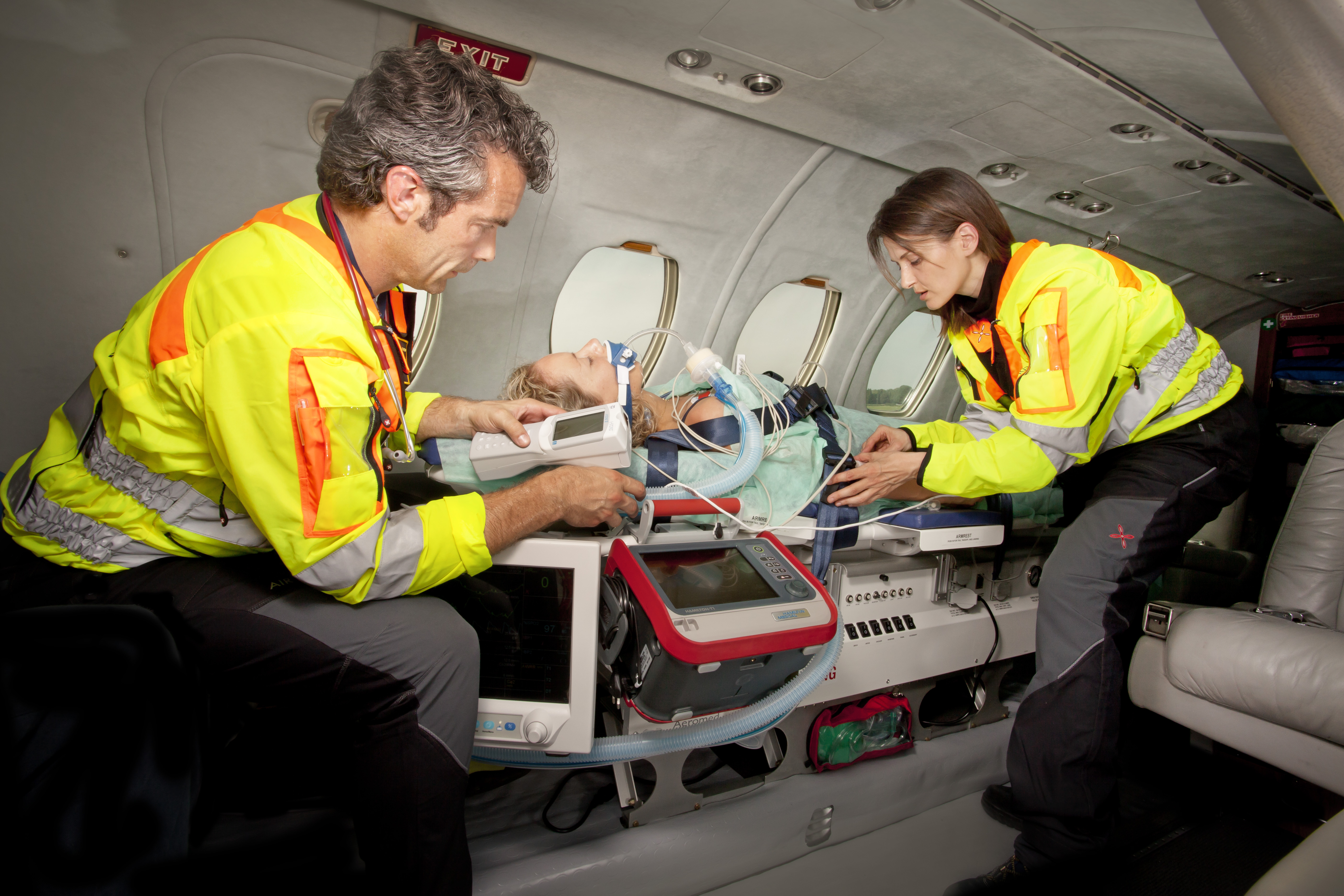
Pacjent w czasie transportu samolotem sanitarnym